# Lamanai

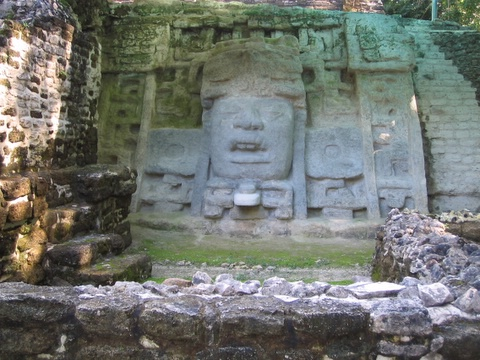
Relevo esculpido numa das paredes do Templo das Máscaras, Lamanai

Lamanai (do maia iucateque Lam'an'ain, "crocodilo debaixo de água"), é um sítio arqueológico mesoamericano, e foi em tempos uma cidade maia de dimensão significativa. Situado no norte de Belize, no distrito de Orange Walk, o seu nome é pré-colombiano, registado pelos primeiros missionários espanhois, e documentado ao longo dos mil anos anteriores em inscrições maias como Lam'an'ain.

## História
Lamanai foi ocupada em tempos tão remotos como o século XVI a.C.[carece de fontes?] e atingiu o seu apogeu no período pré-clássico, entre o século IV a.C. e o século I, integrando ainda assim estruturas de datas posteriores. A sua ocupação estendeu-se até ao século XVII. Durante a conquista do Iucatão os conquistadores construíram aqui um templo católico, mas uma revolta dos nativos maias afastou os espanhois desta região.

## Descrição do sítio
A maior parte da extensão do sítio permaneceu por escavar até meados da década de 1970. Os trabalhos arqueológicos têm-se concentrado na investigação e restauro das estruturas maiores, sobretudo o Templo da Máscara, a Estrutura N10-9 (Templo das Máscaras de Jaguar) e o Templo Alto. O ponto mais elevado deste último fornece um ponto de observação que permite olhar a selva em redor até uma lagoa próxima, parte do New River.
Uma parte significativa do Templo da Máscaras de Jaguar permanece sob a vegetação da selva.

## Investigação arqueológica
A primeira descrição detalhada das ruínas foi feita em 1917 por Thomas Gann. As escavações arqueológicas começaram em 1974 conduzidas por David M. Pendergast do Museu Real de Ontário, e prolongaram-se até 1988. Em 2004 foi iniciada uma nova campanha de escavação e restauro.